# Martin Decker den äldre
Martin Decker den äldre, död 1689 i Sankt Nikolai församling, Stockholm. Han var en svenska organist i Storkyrkan, Stockholm mellan 1663 och 1689.

## Biografi
Martin Decker var son till organisten i Norrköping Elias Decker (-1641) och Elisabeth Düben (dotter till Andreas Düben och Elisabet Bessler). Elias Decker var organist i Sankt Olai kyrka i Norrköping och härstammade från Thallwitz nära Wurzen.
Decker var hjälporganist i Sankt Nikolai församling i Stockholm mellan 1649 och 1662 då Anders Düben den äldre var organist där (Düben var morbror till Decker). Efter Dübens död 1662 tog Decker över tjänsten som organist i Sankt Nikolai församling i Stockholm 1663 och stannade till sin död 1689. Han var även ställföreträdande organist i Maria Magdalena församling i Stockholm mellan 1680 och 1681.
Deckers son Martin Decker den yngre (1667-1705) var organist i Jacobs kyrka i Stockholm.